# Bistue
Bistue (łac. Dioecesis Bistuensis) – stolica historycznej diecezji w Dalmacji istniejącej w czasach rzymskich.
Współcześnie ruiny miasta Bistue znajdują się w pobliżu miejscowości Zenica w Bośni i Hercegowina. Obecnie katolickie biskupstwo tytularne ustanowione w 1989 przez papieża Jana Pawła II. 

## Biskupi tytularni
| Lp. | Biskup             | Funkcja                               | Od              | Do               |
| --- | ------------------ | ------------------------------------- | --------------- | ---------------- |
| 1   | Carl Kevin Moeddel | biskup pomocniczy Cincinnati (USA)    | 15 czerwca 1993 | 25 sierpnia 2009 |
| 2   | Ted Hoogenboom     | biskup pomocniczy Utrechtu (Holandia) | 7 grudnia 2009  |                  |